# Cleomenes auricollis
Cleomenes auricollis är en skalbaggsart som beskrevs av Tadao Kano 1933. Cleomenes auricollis ingår i släktet Cleomenes och familjen långhorningar. Inga underarter finns listade i Catalogue of Life.